# Licencias Creative Commons
Las licencias Creative Commons (CC) son una herramienta legal de carácter gratuito que permite a los usuarios (licenciatarios) usar obras protegidas por derecho de autor sin solicitar el permiso del autor de la obra.
Inicialmente, estas licencias se crearon con base en la legislación estadounidense y fueron portadas (adaptadas) a varias jurisdicciones en todo el mundo. Sin embargo, la última versión disponible armoniza las licencias a nivel internacional y se pueden utilizar en diferentes países y entre países. Esta versión de las licencias Creative Commons (CC) es la 4.0 (2016), también ha ampliado la cobertura legal para incluir bases de datos y ha mejorado la legibilidad, entre otras cosas.

## Historia
Lawrence Lessig y Eric Eldred diseñaron la Licencia Creative Commons (CCL) en 2001 porque vieron la necesidad de una licencia que funcionase entre los modos existentes de derechos de autor y el concepto de dominio público. La versión 1.0 de las licencias se lanzó oficialmente el 16 de diciembre de 2002.

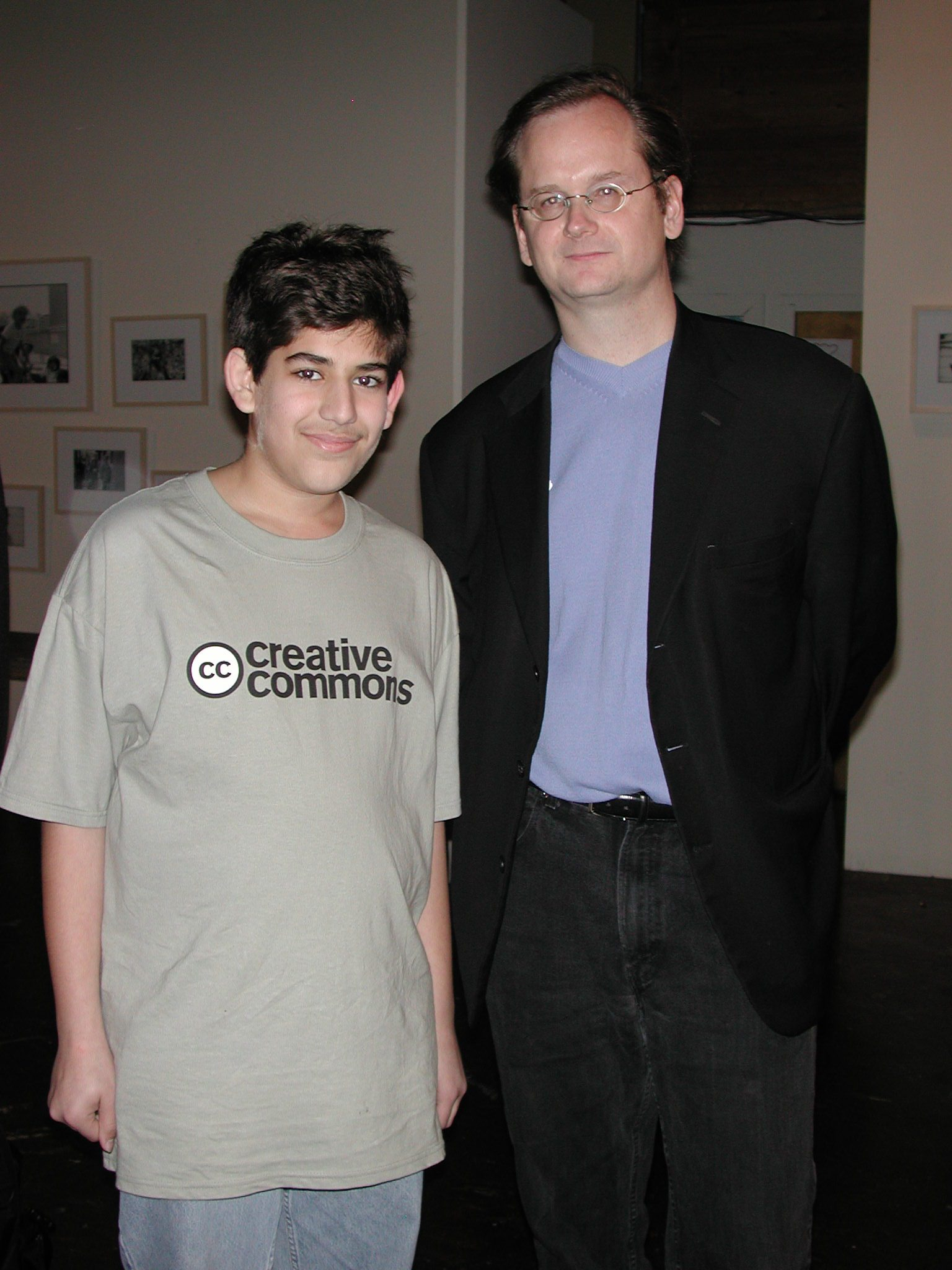
Aaron Swartz y Lawrence Lessig en un evento de 2002 para el primer lanzamiento de las licencias

### Orígenes
La CCL permite a los creadores mantener los derechos de sus creaciones al mismo tiempo que permite algún uso externo de la creación. La CCL surgió como reacción a la decisión en Eldred v. Ashcroft, en el que la Corte Suprema de los Estados Unidos dictaminó que las disposiciones constitucionales de la Ley de Extensión del Plazo de los Derechos de Autor ampliaban el plazo de los derechos de autor de las obras hasta el final de la vida del último autor vivo más 70 años adicionales.

### Portabilidad
Las licencias Creative Commons originales no localizadas (es decir, que se crean para poder usarse en cualquier lugar del mundo) se escribieron teniendo en cuenta el sistema legal de EE. UU.; por lo tanto, la redacción puede ser incompatible con la legislación local en otras jurisdicciones, haciendo que las licencias no se puedan aplicar allí. Para solucionar este problema, Creative Commons pidió a sus afiliados que tradujeran las diversas licencias para reflejar las leyes locales en un proceso llamado "porting". Desde julio de 2011, las licencias Creative Commons se han importado a más de 50 jurisdicciones en todo el mundo.

## Tipos de licencias de Creative Commons
Todas las licencias Creative Commons conceden ciertos derechos básicos («baseline rights»), que incluyen el derecho a reproducir la obra, así como a distribuir la obra sin cargo. Adicionalmente, ninguna de las licencias permite aplicar términos legales o medidas tecnológicas (como el DRM) que restrinjan legalmente que otros hagan cualquier cosa que la licencia permita. Fuera de esto, los términos de cada licencia dependen de cuatro condiciones.

### Condiciones
Existen seis tipos de licencias Creative Commons (ver más abajo) que se arman a partir de las siguientes cuatro condiciones:
| Attribution    | Atribución (BY)      | El beneficiario de la licencia tiene el derecho de copiar, distribuir, exhibir y representar la obra y hacer obras derivadas siempre y cuando reconozca y cite la obra de la forma especificada por el autor o el licenciante. |
| Non-commercial | No Comercial (NC)    | El beneficiario de la licencia tiene el derecho de copiar, distribuir, exhibir y representar la obra y hacer obras derivadas para fines no comerciales.                                                                        |
| Non-derivative | No Derivadas (ND)    | El beneficiario de la licencia solamente tiene el derecho de copiar, distribuir, exhibir y representar copias literales de la obra y no tiene el derecho de producir obras derivadas.                                          |
| Share-alike    | Compartir Igual (SA) | El beneficiario de la licencia tiene el derecho de distribuir obras derivadas bajo una licencia idéntica a la licencia que regula la obra original.                                                                            |

### Las seis licencias más usadas
Existen seis licencias de Creative Commons. De estas, las primeras dos son consideradas como licencias libres, que son compatibles con las obras culturales libres:
| Atribución                              | (CC BY)       |  |
| Atribución-Compartir Igual              | (CC BY-SA)    |  |
| Atribución-No Derivadas                 | (CC BY-ND)    |  |
| Atribución-No Comercial                 | (CC BY-NC)    |  |
| Atribución-No Comercial-Compartir Igual | (CC BY-NC-SA) |  |
| Atribución-No Comercial-No Derivadas    | (CC BY-NC-ND) |  |

| Nombre de la licencia                   | Abreviatura | Icono            | ¿Atribución requerida? | ¿Permite Cultura remix? | ¿Permite uso comercial? | ¿Permite obras culturales libres? | OKF, Open Definition |
| --------------------------------------- | ----------- | ---------------- | ---------------------- | ----------------------- | ----------------------- | --------------------------------- | -------------------- |
| Atribución                              | CC BY       | CC-BY icon       | Sí                     | Sí                      | Sí                      | Sí                                | Sí                   |
| Atribución-Compartir Igual              | CC BY-SA    | CC-BY-SA icon    | Sí                     | Sí                      | Sí                      | Sí                                | Sí                   |
| Atribución-No Derivadas                 | CC BY-ND    | CC-BY-ND icon    | Sí                     | No                      | Sí                      | No                                | No                   |
| Atribución-No Comercial                 | CC BY-NC    | CC-by-NC icon    | Sí                     | Sí                      | No                      | No                                | No                   |
| Atribución-No Comercial-Compartir Igual | CC BY-NC-SA | CC-BY-NC-SA icon | Sí                     | Sí                      | No                      | No                                | No                   |
| Atribución-No Comercial-No Derivadas    | CC BY-NC-ND | CC-BY-NC-ND icon | Sí                     | No                      | No                      | No                                | No                   |

Todas exigen la condición de Atribución (BY) (Como se puede leer más abajo en el punto de Obligaciones y derechos). La condición de Compartir Igual —derivadas bajo la misma licencia— y la de No Derivadas son incompatibles entre sí, y es posible no incluir ni una ni otra. Igualmente la condición de No Comercial es opcional.

### Licencia genérica
Al mirar un documento licenciado mediante CC, es posible que se refiera a las licencias portada (ported) o no portada (unported, también llamada anaportada o genérica). Esto alude al código legal subyacente. El verbo "portar" se aplica a la adaptación de los datos para adaptarse a una jurisdicción / territorio / entorno tecnológico o política en particular.
Las licencias Unported son licencias que no están asociadas a ninguna jurisdicción específica (por ejemplo, país). No mencionan la ley de cualquier jurisdicción en particular. Las versiones no portadas están escritas de acuerdo a los tratados internacionales de derechos de autor y por lo tanto, en teoría, compatible con arreglo a la legislación de derechos de autor en varios países. Debido a las diferencias sutiles en ambos sistemas legales y como varios países interpretan los diversos tratados internacionales sobre derechos de autor, la versión Unported puede incluir o excluir cláusulas que son o bien no jurídicamente vinculantes o legalmente sin sentido, en una jurisdicción específica y por lo tanto, algunos aspectos de la licencia pueden no estar alineados perfectamente con las leyes de una jurisdicción en particular. 
Creative Commons se asocia con abogados de todo el mundo para localizar o transferir sus licencias a diferentes legislaciones de derechos de autor en todo el mundo.

## Dominio público
Existen dos licencias Creative Commons para el dominio público, es decir, para que los trabajos puedan ser redistribuidos y manipulados de manera completamente libre y sin restricciones, ya sea comercial o no comercialmente. CC0 es una herramienta legal para renunciar a tantos derechos como sea legalmente posible. O, cuando no sea legalmente posible, CC0 actúa como respaldo como licencia equivalente de dominio público. El desarrollo de CC0 comenzó en 2007 y se lanzó en 2009. Un objetivo importante de la licencia fue la comunidad de datos científicos.
| Dedicación a Dominio Público | Dedicación a Dominio Público (CC0) | El autor de esta obra ha renunciado a sus derechos de autor a la misma, pasando a formar parte del dominio público, de modo que el beneficiario puede usar la obra libremente para cualquier fin sin necesidad de solicitar permiso al autor de tal obra. |
| Etiqueta de Dominio Público  | Etiqueta de Dominio Público        | Más que una licencia se trata de una etiqueta, la cual resalta que el trabajo ya se encuentra bajo el dominio público y que el beneficiario puede usar la obra libremente para cualquier fin sin necesidad de solicitar permiso al autor de tal obra.     |

| Nombre de la licencia           | Abreviatura | Icono    | ¿Atribución requerida? | ¿Permite Cultura remix? | ¿Permite uso comercial? | ¿Permite obras culturales libres? | OKF, Open Definition |
| ------------------------------- | ----------- | -------- | ---------------------- | ----------------------- | ----------------------- | --------------------------------- | -------------------- |
| Licencias CC de dominio público | CC0         | CC0 icon | No                     | Sí                      | Sí                      | Sí                                | Sí                   |

Por otro lado, en 2010, Creative Commons anunció su Public Domain Mark (Marca de Dominio Público), una herramienta para etiquetar obras que ya son de dominio público. Juntos, CC0 y la Marca de Dominio Público reemplazan la Dedicación y Certificación de Dominio Público, que tomó un enfoque centrado en los EE. UU y en el que usaron distintas operaciones.
En 2011, la Free Software Foundation agregó CC0 a sus licencias de software libre. Sin embargo, la Free Software Foundation actualmente no recomienda usar CC0 para lanzar software al dominio público porque no tiene una concesión de patente.
En febrero de 2012, CC0 se envió a Open Source Initiative (OSI) para su aprobación. Sin embargo, surgió controversia sobre su cláusula que excluía del alcance de la licencia cualquier patente relevante en poder del titular de los derechos de autor. Esta cláusula se agregó pensando en los datos científicos en lugar del software, pero algunos miembros de la OSI creían que podría debilitar las defensas de los usuarios contra las patentes de software. Como resultado, Creative Commons retiró su presentación y la OSI no aprueba actualmente la licencia.
De 2013 a 2017, el sitio web de fotografía de stock Unsplash usó la licencia CC0, distribuyendo varios millones de fotos gratis al mes. Lawrence Lessig, el fundador de Creative Commons, ha contribuido al sitio. Unsplash pasó de usar la licencia CC0 a una licencia personalizada en junio de 2017 y a una licencia explícitamente no libre en enero de 2018.
En octubre de 2014, Open Knowledge Foundation aprobó Creative Commons CC0 como conforme con la definición abierta y recomendó la licencia para liberar contenido al dominio público.
En julio de 2022, Fedora Linux rechazó el software con licencia CC0 debido a que los derechos de patente no se renunciaban bajo la licencia.

## Posibles aplicaciones para las licencias Creative Commons
Los trabajos llevados a a cabo usando una licencia Creative Commons se rigen por la ley de derechos de autor aplicable. Esto permite que este tipo de licencias se puedan usar en todo aquel trabajo que esté sujeto a derechos de autor, incluidos: libros, películas, música, obras de teatro, artículos, blogs, sitios webs y fotografías.

### Software
Si bien el software también se rige por la ley de derechos de autor y las licencias Creative Commons son aplicables, CC no recomienda usarlo en el software debido a las limitaciones de compatibilidad con anteriores licencias de software de uso común existentes. En su lugar, los desarrolladores de software pueden recurrir al uso de licencias de software libre y de código abierto (conocidas como FOSS o FLOSS, por sus siglas en inglés) más amigables con el software. Dejando de lado la posibilidad de usar licencias FOSS para software, hay varios ejemplos de uso para utilizar licencias Creative Commons para especificar un modelo de licencia "Freeware" (Software gratis); ejemplos son The White Chamber, Mari0 o Assault Cube. Aunque la licencia Creative Commons Zero (CC0) es la licencia de derechos de autor más libre, la Free Software Foundation no recomienda lanzar software al dominio público usando CC0.
Sin embargo, la aplicación de una licencia Creative Commons no puede modificar los derechos permitidos por el uso justo o el acuerdo justo, ni ejercer restricciones que violen las excepciones de los derechos de autor. Además, las licencias Creative Commons no son exclusivas ni revocables. Cualquier trabajo o copia del trabajo obtenido bajo una licencia Creative Commons puede continuar usándose bajo esa licencia.
Cuando un trabajo esté protegido por más de una licencia Creative Commons, el creador podrá optar por cualquiera de ellas.

### Precondiciones
El autor, o aquel que haga uso de este tipo de licencias en caso de que el autor haya realizado una cesión contractual de derechos, debe tener los derechos exclusivos sobre la obra. Si la obra ya ha sido publicada bajo una licencia pública, cualquier tercero puede hacer uso de la obra, una vez más en otra plataforma, utilizando una licencia compatible y haciendo referencia y atribución a la licencia original (por ejemplo, haciendo referencia a la URL de la licencia original).

### Consecuencias
La licencia es no exclusiva, libre de regalías (royalties) y sin restricciones en términos de territorio y duración, por lo que es irrevocable, a menos que el autor otorgue una nueva licencia después de que la obra haya sido modificada significativamente. Cualquier uso del trabajo que no esté cubierto por otras reglas de derechos de autor hace que entre en funcionamiento la licencia pública. Tras la activación de la licencia, aquel que haga uso de la obra con licencia debe cumplir todas las condiciones de la licencia; de lo contrario, el acuerdo de licencia sería ilegítimo y cometería una infracción de derechos de autor. El autor, o el titular de la licencia como representante, tiene los derechos legales para actuar en caso de infracción de derechos de autor. El licenciatario dispone de un plazo limitado para solucionar cualquier actividad en la que se esté llevando a cabo el incumplimiento.

## Uso Internacional de este tipo de Licencias

### Uso de las licencias Creative Commons en China
En lo que refiere al trabajo con las Creative Commons, el gobierno chino ha adaptado las Licencias Creative Commons al contexto chino, reemplazando la compensación monetaria individual, que dicta la ley de derechos de autor de EE. UU., con incentivos para que los creadores chinos creen contenido a modo de contribución social. En China, se cree que los recursos que genera la sociedad permiten innovaciones individuales; esta mejora continua de la sociedad, sirve como recompensa. La ley china prioriza en mayor medida las eventuales contribuciones que una creación tendrá para el crecimiento de la sociedad, esto en un inicio resultó en leyes que establecen límites a la duración de las patentes y condiciones muy estrictas con respecto al uso y las calificaciones de los contenidos creados.

## Licencias retiradas
Existen algunas licencias que Creative Commons «ya» no ofrece ni recomienda, pero sus textos legales están todavía disponibles en caso de que alguien quisiera usarlas. 
Las licencias fueron retiradas debido a que no eran muy solicitadas o porque Creative Commons creyó que existían conflictos con los objetivos de la organización.
| Sampling               | Sampling (Sampling)                 | El beneficiario puede extraer una muestra, remezclar o transformar el archivo grabado con fines comerciales o no comerciales. Debe atribuir de manera correcta al creador de la obra.                                                            | Retirado el 4 de junio de 2007, al pie de la letra no permite intercambio no comercial, además de ser una licencia poco solicitada.                |
| Sampling plus          | Sampling plus (Sampling+)           | El beneficiario puede extraer una muestra, remezclar o transformar el archivo grabado con fines comerciales o no comerciales. Además de compartirlo y distribuir de manera no comercial. Debe atribuir de manera correcta al creador de la obra. | Retirado el 12 de septiembre de 2011, incompatible con cualquier otra licencia Creative Commons, además de ser una licencia poco solicitada.       |
| Naciones en desarrollo | Naciones en desarrollo (DevNations) | El beneficiario de la licencia puede copiar, distribuir y comunicar públicamente la obra sólo para naciones en desarrollo. Debe atribuir de manera correcta al creador de la obra.                                                               | Retirado el 4 de junio de 2007, ya que no permitía el compartimiento en todo el mundo de igual manera, además de ser una licencia poco solicitada. |
|                        | Certificación de Dominio Público    | La obra con esta licencia se ha identificado bajo el dominio público, de modo que cualquiera puede usar esta obra para cualquier fin sin restricciones.                                                                                          | Retirado el 11 de octubre de 2010, y reemplazado por dos licencias: Dedicación a Dominio Público (CC0) y Etiqueta de Dominio Público.              |

## Obligaciones y derechos

### Atribución
Desde 2004, todas las licencias que no sean la variante CC0 requieren la atribución del autor original, como lo indica el componente BY (hace referencia a la preposición "by" que en español sería "por"). La atribución debe darse al autor lo mejor posible con la información que se tenga disponible. Creative Commons sugiere el mnemotécnico "TASL": título -- autor -- fuente (source) [enlace web] -- licencia [CC]. 
La atribución en las CCs implica lo siguiente:
- Debe incluirse cualquier aviso de derechos de autor (si corresponde). Si el trabajo en sí contiene avisos de derechos de autor colocados allí por el titular de los derechos de autor (el creador de la obra o aquel al que se le hayan cedido los derechos), esos avisos deben dejarse intactos o reproducirse de una manera que sea razonable para el medio en el que se vuelve a publicar el trabajo.
- Debe citarse el nombre del autor, el nickname o el ID del usuario, etc. Si el trabajo se publica en Internet, es bueno vincular ese nombre a la página de perfil de la persona, si es posible.
- Debe citarse el título o el nombre de la obra (si corresponde), si existe. Si el trabajo se publica en Internet, es bueno vincular el nombre o el título directamente al trabajo original.
- Debe citarse la licencia CC específica bajo la cual se encuentra el trabajo. Si el trabajo se publica en Internet, es bueno que la cita de la licencia enlace a la licencia en el sitio web de CC, para que todo aquel que quiera hacer uso de ese contenido sepa qué le permite o no la licencia bajo la que se encuentra la obra o el trabajo.
- Debe mencionarse si la obra es una obra derivada o una adaptación. Además de lo anterior, es necesario identificar que su trabajo es un trabajo derivado, por ejemplo, "Esta es una traducción finlandesa de [trabajo original] por [autor]". o "Guión basado en [obra original] de [autor]".

### Licencias no comerciales
La opción "no comercial" incluida en algunas licencias Creative Commons es ciertamente controvertida, ya que a veces no está claro qué se puede considerar un entorno y aplicación no comercial, ya que sus restricciones difieren de los principios de contenido abierto promovidos, por otras licencias permisivas. En 2014 , Wikimedia Deutschland publicó una guía para usar las licencias Creative Commons como las páginas wiki y como PDF para traducciones.

### Adaptabilidad
Este derecho puede aplicarse al tener en cuenta qué licencia CC puedes ponerle a una adaptación que has hecho sobre un contenido que previamente había sido protegido mediante otra licencia CC. Como se puede ver en la siguiente tabla dependiendo de las licencia que tuviese la obra original, deberás elegir otra CC que sea compatible para la adaptación que se ha hecho. Es importante respetar la compatibilidad de licencias.
|                                    | Public Domain mark icon · CC0 icon | CC-BY icon | CC-BY-SA icon | CC-by-NC icon · CC-BY-NC-SA icon | CC-BY-ND icon · CC-BY-NC-ND icon |
| ---------------------------------- | ---------------------------------- | ---------- | ------------- | -------------------------------- | -------------------------------- |
| Public Domain mark icon · CC0 icon | Sí                                 | Sí         | Sí            | Sí                               | No                               |
| CC-BY icon                         | Sí                                 | Sí         | Sí            | Sí                               | No                               |
| CC-BY-SA icon                      | Sí                                 | Sí         | Sí            | No                               | No                               |
| CC-by-NC icon · CC-BY-NC-SA icon   | Sí                                 | Sí         | No            | Sí                               | No                               |
| CC-BY-ND icon · CC-BY-NC-ND icon   | No                                 | No         | No            | No                               | No                               |

## Algunos casos legales importantes
Las implicaciones legales de un gran número de obras que tienen licencias Creative Commons son difíciles de predecir, y se cree que los creadores de las obras a menudo carecen de conocimientos para poder elegir la licencia que mejor se adapte a su intención de aplicarla.
Algunas obras licenciadas con licencias Creative Commons han estado involucradas en varios casos judiciales. Creative Commons en sí no fue parte en ninguno de estos casos; solo involucraban licenciantes o licenciatarios de licencias Creative Commons. Cuando los casos llegaron a decisiones de los jueces (no fueron desestimados por falta de jurisdicción o no fueron resueltos de manera privada, fuera de los tribunales), todos han validado la solidez legal de las licencias públicas Creative Commons.

### El tabloide holandés
A principios de 2006, el podcaster Adam Curry demandó a un tabloide holandés que publicó fotos de la página de Flickr de Curry sin su permiso. Las fotos fueron licenciadas bajo la licencia Creative Commons No Comercial (CC BY-NC). Si bien el veredicto resultó ser a favor de Curry, el tabloide evitó tener que pagarle una restitución siempre que no lo repitiera. El profesor Bernt Hugenholtz, principal creador de la licencia CC holandesa y director del Instituto de Derecho de la Información de la Universidad de Ámsterdam, comentó: "La decisión del tribunal holandés es especialmente notable porque confirma que las condiciones de una licencia Creative Commons se aplican automáticamente al contenido al que se le aplica dicha licencia, y une a los usuarios de dicho contenido incluso sin estar de acuerdo o sin tener conocimiento de las condiciones de la licencia".

### Virgin Mobile
En 2007, Virgin Mobile Australia lanzó una campaña publicitaria para promocionar su servicio de mensajes de texto para teléfonos móviles utilizando el trabajo de fotógrafos aficionados que subieron su trabajo a Flickr utilizando una licencia Creative Commons-BY (Atribución). Los usuarios que otorgaban licencias a sus imágenes de esta manera liberaban su trabajo para que lo usara cualquier otro usuario, siempre que se atribuyera crédito al creador original, sin que se requiriera ninguna otra compensación. Virgin Mobile Australia mantuvo esta única restricción al imprimir una URL que lleva a la página de Flickr del fotógrafo en cada uno de sus anuncios. Sin embargo, una imagen, que mostraba a Alison Chang, de 15 años, en un lavado de coches para recaudar fondos para su iglesia, causó cierta controversia cuando demandó a Virgin Mobile Australia. La foto fue tomada por el consejero juvenil de la iglesia de Alison, Justin Ho-Wee Wong, quien subió la imagen a Flickr bajo la licencia Creative Commons. En 2008, el caso (centrado más en los derechos de la personalidad en lugar de los derechos de autor como tal) fue desestimado por un tribunal de Texas por falta de jurisdicción.

### SGAE contra Ricardo Andrés Utrera Fernández
En el otoño de 2006, la sociedad de gestión Sociedad General de Autores y Editores (SGAE) en España demandó a Ricardo Andrés Utrera Fernández, propietario de una discoteca ubicada en Badajoz que ponía música con licencia Creative Commons. La SGAE argumentó que Ricardo debería pagar regalías (los royalties) por poner de manera pública la música entre noviembre de 2002 y agosto de 2005. El Juzgado de Primera Instancia rechazó lo que pedía la SGAE porque el dueño del bar demostró que la música que utilizaba no estaba gestionada por la propia Sociedad General de Autores y Editores.
En febrero de 2006, a la Asociación Cultural Ladinamo (con sede en Madrid, y representada por Javier de la Cueva) se le concedió el uso de música copyleft de manera pública. La sentencia decía:

Admitiendo la existencia de equipos de música, valoración conjunta de la prueba practicada, este juzgado está convencido de que el acusado impide la comunicación de obras cuya gestión está encomendada a la demandante [SGAE], utilizando un repertorio de autores que no tienen cedida la explotación de sus derechos a la SGAE, teniendo a su disposición una base de datos con esa finalidad y así lo manifiestan tanto el representante legal de la Asociación como Manuela Villa Acosta, encargada de la programación cultural de la asociación, lo que es compatible con el carácter alternativo de la Asociación y su integración en el movimiento llamado 'copy left'.

### GateHouse Media, Inc.contraThat's Great News, LLC
El 30 de junio de 2010, GateHouse Media presentó una demanda contra That's Great News. GateHouse Media posee varios periódicos locales, incluido Rockford Register Star, con sede en Rockford, Illinois. That's Great News hace cuadros con artículos de periódicos y los vende a las personas que aparecen en los artículos. GateHouse demandó a That's Great News por infracción de derechos de autor e incumplimiento de contrato. GateHouse afirmó que TGN rompió las restricciones de trabajos no comerciales y sin derivados sobre el trabajo con licencia Creative Commons de GateHouse cuando TGN publicó el material en su sitio web. El caso se resolvió el 17 de agosto de 2010, aunque la resolución no se hizo pública.

### DraugliscontraKappa Map Group, LLC
El demandante fue el fotógrafo Art Drauglis, quien había subido varias fotos al sitio web para compartir fotos Flickr utilizando la licencia genérica Creative Commons Atribución-Compartir Igual 2.0 (CC BY-SA), entre ellas había una titulada "Swain's Lock, Montgomery Co., MD".. El acusado fue Kappa Map Group, una empresa de elaboración de mapas, que descargó la imagen y la utilizó en una compilación (un atlas) titulada "Montgomery Co. Maryland Street Atlas". Aunque no había nada en la portada que indicara el origen de la imagen, el texto "Foto: Swain's Lock, Montgomery Co., MD Fotógrafo: Carly Lesser & Art Drauglis, Creative Commoms [sic] , CC-BY-SA-2.0" apareció en la parte inferior de la contraportada.
La validez de Commons Atribución-Compartir Igual 2.0 como licencia no estaba en disputa. CC BY-SA 2.0 requiere que el titular de la licencia no utilice unos términos menos restrictivos que los de CC BY-SA 2.0. El atlas se vendió comercialmente y no para su libre reutilización por parte de otros. La disputa era si los términos de la licencia de Drauglis que se aplicarían a las "obras derivadas" se aplicarían a todo el atlas (aunque no todas las fotos perteneciesen al demandante). Drauglis llevó a cabo la demanda en junio de 2014 por infracción de derechos de autor e incumplimiento de licencia, buscando medidas cautelares y declaratorias, daños, honorarios y costos. Drauglis afirmó, entre otras cosas, que Kappa Map Group "excedió el alcance de la Licencia porque no habían publicado el Atlas bajo una licencia con los mismos o similares términos bajo los cuales se había licenciado originalmente la fotografía". El juez desestimó el caso por ese motivo, dictaminando que el atlas no era un trabajo derivado de la fotografía en el sentido que estipula la licencia, sino una obra colectiva. Dado que el atlas no era un trabajo derivado de la fotografía, Kappa Map Group no necesitaba licenciar todo el atlas bajo la licencia CC BY-SA 2.0. El juez también determinó que la obra había sido correctamente atribuida (se había referenciado correctamente a Drauglis).
En particular, el juez determinó que era suficiente acreditar al autor de la foto tal como se había acreditado a los autores cuya autoría era similar (como los autores de los mapas individuales contenidos en el libro) y que el nombre "CC-BY-SA-2.0" es lo suficientemente preciso para localizar la licencia correcta en Internet y puede considerarse un URL válido de la licencia.

### Verband zum Schutz geistigen Eigentums im Internet (VGSE)
En julio de 2016, la revista informática alemana LinuxUser informó que un bloguero alemán, Christoph Langner, usó dos fotografías con licencia CC-BY del fotógrafo berlinés Dennis Skley en su blog privado Linuxundich. Langner mencionó debidamente al autor y la licencia y agregó un enlace al original. Más tarde, Langner fue contactado por la Verband zum Schutz geistigen Eigentums im Internet (VGSE) (Asociación para la Protección de la Propiedad Intelectual en Internet) con una demanda de 2300 € por no proporcionar el nombre completo de la obra, el nombre completo del autor, el texto de la licencia y un enlace de origen, tal como lo exige la letra pequeña de la licencia. De esta suma, 40€ eran para el fotógrafo, y el resto se lo quedaba la VGSE. El Tribunal Regional Superior de Colonia desestimó la demanda en mayo de 2019.

## Niveles de lectura

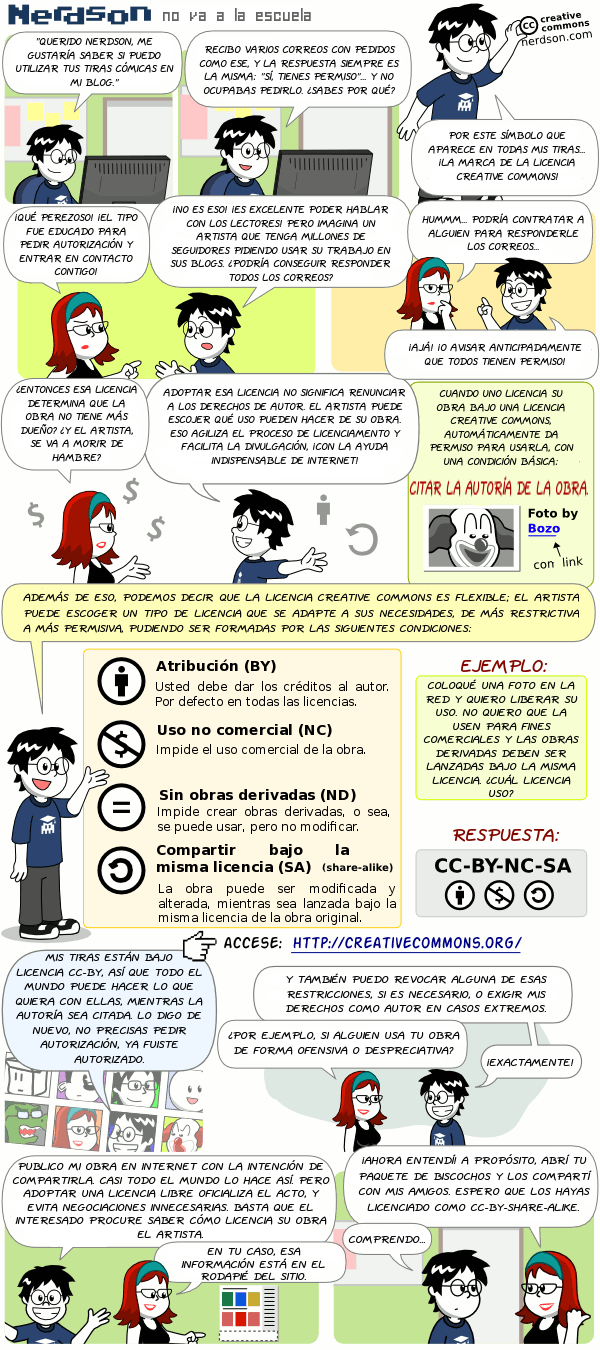
Una tira cómica sobre las licencias Creative Commons

Hay tres niveles de lectura que genera una licencia Creative Commons:
- Commons Deed (la representación de iconos elegida).
- Legal Code (código legal, texto completo de la licencia).
- Digital Code (código digital, que puede leer la máquina y que sirve para que los motores de búsqueda y otras aplicaciones identifiquen el trabajo y sus condiciones de uso).

## Wikipedia
El texto y contenido de Wikipedia y Wikimedia Commons (Este último bajo licencias especificadas en su página de descripción. Todos los datos estructurados de los espacios de nombres de archivos y propiedades están disponibles bajo la Licencia Creative Commons CC0; todo el texto no estructurado está disponible bajo la licencia Creative Commons Attribution-ShareAlike) está disponible bajo la Licencia Creative Commons Atribución CompartirIgual 3.0 (CC BY-SA 3.0)  

## Uso en revistas académicas
El uso de licencias Creative Commons en revistas académicas y en la comunicación científica se ha ampliado en la última década. Principalmente, con el desarrollo del movimiento Open Access u acceso abierto del conocimiento, algunos índices o bases de datos como DOAJ recomiendan explícitamente el uso de licencias Creative Commons en la distribución del contenido.

## Base de datos con casos legales
En diciembre de 2020, las organización de Creative Commons lanzó una base de datos en línea en la que se guardan diferentes casos legales